# Yukihiro Takahashi
Yukihiro Takahashi (高橋 幸宏 Takahashi Yukihiro; Meguro, Tokio, 6 de junio de 1952 - 11 de enero de 2023) fue un renombrado músico japonés, más conocido por ser el baterista y vocalista de Yellow Magic Orchestra, y haber sido baterista de la banda Sadistic Mika Band.

## Biografía
Yukihiro Takahashi se convirtió en un baterista destacado cuando estuvo con Sadistic Mika Band y obtuvo un reconocimiento mayoritario en el público occidental después de que la banda (dirigida por Kazuhiko Kato y antes llamada The Folk Crusaders) estuvo de gira y grabó en el Reino Unido. Posterior a la separación de Sadistic Mika Band, algunos miembros (incluido Takahashi) conformaron otra banda llamada The Sadistics que publicó varios álbumes. Finalmente Takahashi grabó su primer álbum como solista, Saravah, en 1977. En 1978 Takahashi se unió a Ryuichi Sakamoto y Haruomi Hosono para formar la banda Yellow Magic Orchestra.
Después de la separación de Yellow Magic Orchestra a mediados de los años ochenta, Takahashi se convirtió en solista y lanzó varios álbumes, enfocados al mercado japonés. Takahashi ha colaborado con un gran número de músicos, incluyendo a Bill Nelson, Iva Davies de Icehouse, Keiichi Suzuki de The Moonriders (usualmente como dúo llamado The Beatniks, aunque Suzuki fue esencialmente miembro de la banda de Takahashi durante el hito de Moonriders) y en particular con Steve Jansen. Takahashi lanzó el sencillo Stay Close y el EP Pulse como un dúo con Jasen. 
Takahashi ayudó a componer el soundtrack de la serie de anime Fushigi no Umi no Nadia en 1989, incluyendo la canción Families. Takahashi participó en las reuniones temporales de Sadistic Mika Band (sin su cantante principal que fue remplazado por Kaela Kimura), y Yellow Magic Orchestra (YMO). Ambas reuniones incluyeron un tour en Japón y un álbum con nuevo material.
A inicios de los 2000, Takahashi se convirtió en miembro del dúo Sketch Show acompañado de Haruomi Hosono. Sketch Show lanzó dos álbumes de los cuales uno de ellos, Loophole, se lanzó en Reino Unido. Takahashi y Hosono recientemente se han reunido con Sakamoto para formar HASYMO, una combinación de Human Audio Sponge y Yellow Magic Orchestra. Esta colaboración produjo el sencillo Rescue en 2007 y un nuevo álbum en el futuro. El más reciente álbum de Takahashi es Life Anew lanzado el 17 de julio de 2013.

## Fallecimiento
Falleció el 14 de enero de 2023 de neumonía, como complicación de un tumor cerebral que le fue diagnosticado en 2020 y extirpado en agosto de ese año.

## Discografía

### Solista
- Saravah (1978)
- Murdered by the Music (1980)
- Neuromantic (1981)
- What? Me Worry? (1982)
- Tomorrow's Just Another Day (1983)
- Time and Place (1984) (Live Album)
- Wild and Moody (1984)
- Poisson d'Avril (1985)
- The Brand New Day (1985) (Best of)
- Once a Fool (1985)
- Only When I Laugh (1986)
- La Pensee (1987) - with Yohji Yamamoto
- Ego (1988)
- Broadcast from Heaven (1990)
- A Day in the Next Life (1991)
- The Adventures of Gaku (1991)
- Umi Sora Sango no Iitsutae (1992)
- Life Time Happy Time (1992)
- Heart of Hurt (1992) (Unplugged best of)
- Ahiru no Uta ga Kikoete Kuru yo (1993)
- Mr YT (1994)
- I'm Not In Love (1995) (Best of)
- Fate of Gold (1995)
- Portrait with no Name (1996)
- A Sigh of Ghost (1997)
- Pulse:Pulse (with Steve Jansen) (1997)
- A Ray of Hope (1998)
- Yukihiro Takahashi Collection - Singles and More 1988-1996 (1998)
- "Run After You" (1998) (Live Album)
- The Dearest Fool (1999)
- "Fool On Earth" (2000) - remixes
- Blue Moon Blue (2006)
- Page by Page (2009)
- Life Anew (2013)

### Singles
- "C'est si bon"/"La Rosa" (Seven Seas, Japan 1978)
- "Murdered By The Music"/"Bijin Kiyoshi at the Swimming School" (Seven Seas Japan 1980, Statik UK 1982, Letras por Chris Mosdell)
- "Blue Colour Worker" (con Sandii, Letras por Chris Mosdell)/"Mirrormanic" (Seven Seas Japan 1980)
- "Drip Dry Eyes (single version)"/"Charge" (single version)" (Alfa UK 1981, Letras por Chris Mosdell)
- "Drip Dry Eyes (album version)"/"New Red Roses" (Alfa Spain 1981, Letras por Mosdell)
- "Disposable Love"/"Flashback (single version)" (Alfa UK 1982)
- "School Of Thought"/"Stop In The Name Of Love" (Statik, UK 1982, Letras por Mosdell) - plus remixed 12 inch version
- "Are You Receiving Me?"/"And I Love You" (Yen Japan 1982)
- "Maebure"/"Another Door" (Yen Japan 1983)
- "Stranger Things Have Happened (single version)"/"Kill The Thermostat" (Pick-Up/Warners Germany 1984)
- "Stranger Things Have Happened"/"Bounds Of Reason"/"Metaphysical Jerks" (con Mick Karn y Bill Nelson) (Cocteau UK 1985)
- "Poisson D'Avril (single version)"/"Kimi ni Surprise!" (Yen Japan 1985)
- "Weekend"/? (Pony Canyon 1986)
- "Stay Close" 12 inch EP con Steve Jansen (Pony Canyon Japan, Rime Records UK 1986)
- "Look Of Love"/? (Toshiba EMI Japan 1988)
- "Fait Accompli" (promotional single, Japan 1989) - con Steve Jansen
- "1 percent no Kankei" (Toshiba-EMI 1990)
- "Stronger Than Iron" (Toshiba-EMI 1991)
- "Xmas Day In The Next Life" EP of Christmas songs (Toshiba-EMI 1991)
- "Genki Nara Ureshiine" (Toshiba-EMI 1993)
- "Seppai No Hohemi" (Toshiba-EMI 1994)
- "Watermelon" (with Tokyo Ska Paradise Orchestra) (Toshiba-EMI 1995)

## Filmografía
- A Y.M.O. FILM PROPAGANDA （1984）
- Tenkoku ni ichiban chikai shima （1984）: Katsuki Jirô
- Shigatsu no sakana （1986）: Nemoto Shôhei
- The Discarnates （1988）
- Otoko wa sore gaman dekinai (2006)
- 20th century boys: Chapter 3-Our flag (2009): Billy
- Norwegian Wood (2010)